# Adolf Petschek
Abraham Adolf Petschek, Halevi (* 21. Mai 1834 in Kolin; † 29. Mai 1905 in Wien) war ein österreich-ungarischer Börsenmakler und Bankier, dessen Insolvenz im Jahr 1873 den Wiener Börsenkrach auslöste.

## Familie
Abraham Petschek, genannt Adolf, war das achte Kind von Israel Petschek, Halevi (1789–1852) und Alina Petschek, geb. Raudnitz (~1795–1865). Er hatte neun Geschwister: Jakob (1817–1822), Salomon (1819, Kindstod nach 6 Wochen), Joseph (1820–1835), Moses (1822–1888), Samuel (1825–1890), Amalia (1828–1835), Lucia, genannt Leny (1831–1905), Anna (1836–1917) und Emanuel (1839, Kindstod nach 5 Monaten). Der Geschlechtsname Halevi weist auf Nachkommen vom Stamme der Leviten hin und ist in männlicher Linie erblich.
Die Familie lebte in ärmlichen Verhältnissen. Sein Vater verdiente den Lebensunterhalt als Hausierer. Vermutlich leistete Adolf Petschek nach Vollendung des 17. Lebensjahres einen dreijährigen Militärdienst und zog unmittelbar danach nach Wien, wo er die gebürtige Wienerin Julie Kohn (~1838–1885) heiratete. Aus der Ehe gingen sieben Kinder hervor, die alle in Wien geboren wurden:
- Isidor (1859–1916); verstarb in New York, wo er als Rechtsanwalt tätig war (ist nicht zu verwechseln mit gleichnamigen Cousin)
- Charlotte (1858–?); heiratete den Kunsthändler Samuel Kende
- Armin (1861–1920); gestorben in Wien, wo er als Oberbezirksarzt tätig war
- Johann (1862–?)
- Max (1862–1934); verstarb in New York, wo er als Juwelier tätig war
- Sigmund (1863–?)
- Kamilla (1877–1922)

Adolf Petschek gilt als Begründer der Wiener Stammlinie der Unternehmerdynastie Petschek.

## Wirken
1864 erhielt Adolf Petschek im Alter von 29 Jahren eine Zulassung als freiberuflicher Börsenmakler an der Wiener Börse. Zusätzlich erlangte er vier Jahre später eine „Bewilligung zum Betriebe des Geldwechslergewerbes“. Das Stammhaus der Wiener Petscheks befand sich in der Praterstraße 25 im Gemeindebezirk Leopoldstadt. Sein Maklerbüro für Industrie- und Wertpapiere hatte Adolf Petschek in der Strauchgasse 3, damals genau gegenüber der Wiener Börse. Innerhalb kurzer Zeit erwarb er ein Vermögen von 3 Millionen Gulden. Diese Summe entsprach im Jahr 2010 inflationsbereinigt der Kaufkraft von rund 40,2 Millionen Euro.
Sein Kommissionshaus galt als solide, was sich später jedoch als nicht zutreffend herausstellte. Zur Rekrutierung neuer Klienten schaltete Petschek reichsweit mehrspaltige Anzeigen in sehr vielen Zeitungen. Dazu zählten nahezu täglich beispielsweise das Neue Wiener Tagblatt, die Neue Militärzeitung, das Wiener Sportblatt, das Centralblatt für die Interessen der Pferdezucht und den Sport, die Troppauer Zeitung, die Laibacher Zeitung, und die Bohemia. Wie er vorgab, zählte zu seinen Kommittenten die Crème de la Crème der Wiener Gesellschaft – Grafen, Fürsten, bis hin zum Herzog von Modena. Seine Kundenkartei soll sich wie der Hofgotha gelesen haben.
Durch derartige Medienpräsenz entstand der Eindruck einer hohen Solvenz. Dabei hätte leicht festgestellt werden können, dass seine Bewertungen umso besser ausfielen, je öfter er inserierte. So schrieb beispielsweise der Bote für Tirol und Vorarlberg, wo Petschek ebenso regelmäßig Annoncen schaltete, am 8. April 1871 gleich auf Seite 1 des Anzeigenteils: „Unsere geehrten Leser machen wir auf das heutige Inserat des Herrn Adolf Petschek, Bank- & Börsengeschäft in Wien, besonders aufmerksam und können nur noch beifügen, dass das Haus Petschek seit seinem mehrjährigen Bestehen sich des besten Rufes erfreut.“
Im Februar 1873 gründete Adolf Petschek die Österreichische allgemeine Maklerbank als Aktiengesellschaft. Der Wirtschaftsoptimismus dieser Zeit und die Aussicht auf rasche Gewinne vermischten sich zu einem verhängnisvollen Gründungsfieber. Dies traf auch auf Finanzdienstleistungen zu. Während im Jahr 1867 in der österreichischen Reichshälfte lediglich elf Aktienbanken, einschließlich der Nationalbank existierten, stieg die Zahl bis Mai 1873 auf 141 an. Bei den sogenannten Maklerbanken handelte es sich zumeist um Spekulations- und Schwindelbanken, die Eduard März als „ureigenste Kinder der neuen Gründungsperiode“ bezeichnete.
Zur Finanzierung von Bauprojekten gaben die Maklerbanken leichtfertig Pfandbriefe heraus, denen als Sicherheit oft nur halbfertige Häuser, später gar nur geplante Häuser dienten. Ebenso brachten sie Aktien in Umlauf, bei denen, wenn überhaupt, nur Teilsummen gesichert waren. Die später fälligen Nachzahlungsbeträge sollten einfach aus Kursgewinnen beglichen werden. Adolf Petschek galt dabei als „König der Maklergeschäfte“. Seine Bank gab 16.000 solcher Aktien heraus. Darüber hinaus hatte er Bargeldzertifikate im Wert von 8 Millionen Gulden in Umlauf gebracht, denen gemäß seinen Angaben ein ausgewiesenes Eigenkapital in Höhe von 2 Millionen Gulden gegenüberstand.
In den Morgenstunden des 9. Mai 1873 platzte die Spekulationsblase. Adolf Petschek musste Insolvenz anmelden und gab damit das Signal zum allgemeinen Zusammenbruch. Damit war der Damm gebrochen. Der Konkurs seines Unternehmens erzwang die zeitweilige Aussetzung des Börsenverkehrs und löste den Wiener Börsenkrach aus. Noch am gleichen Vormittag folgten 120 weitere Bankeninsolvenzen. Innerhalb weniger Wochen fielen die Wertpapierkurse ins Bodenlose. Die Krise weitete sich auf Frankreich sowie die USA aus und erreichte im Herbst Deutschland. Die sich daran anschließende Große Depression dauerte bis zum Jahr 1896.
Das Ereignis, welches die weltweite Wirtschaftskrise auslöste, wurde in damaligen Zeitungen zunächst als „Petschek-Affäre“ bezeichnet. Erst später setzte sich der Begriff „Wiener Börsenkrach“ durch. Bis heute findet sich in der Berichterstattung über den Crash der Hinweis, dass Adolf Petscheks Bank- und Kommissionshaus als sehr solide galt. Zu dieser Legende trug maßgeblich die Wiener Handelspresse bei, wo Petschek durchgehend große Anzeigen inseriert hatte. Einen Tag nach der Pleite veröffentlichte das Blatt auf der Titelseite folgenden Kommentar:

„An der gestrigen Börse gelangte die Insolvenz des Börsen-Comptoirs Petschek zur Kenntnis. Da dieses Börse-Comptoir unter den anderen gleichartigen Instituten eine hervorragende Rolle spielte, bot wohl dieser Umstand den ersten Anlass zur Sistierung des Börsengeschäftes an der gestrigen Vorbörse. Das genannte Haus richtete an viele Banken und Häuser, bei denen es Effekten im Depot hatte, ein Circulär des Inhalts, dass es gezwungen sei, die erforderlichen Zuschüsse von den betreffenden Kommittenten zu erhalten. Wir erwähnen noch, dass das genannte Börsen-Comptoir in der Geschäftswelt sich eines besonderen Rufes und Credites erfreute, und zwar sowohl wegen der Vermögensverhältnisse des Besitzers, als auch wegen der bedeutenden Stellung, welche einzelne Kommittenten dieses Börsen-Comptoirs in der Geschäftswelt einnehmen.“

Diese Darstellung übernahmen nahezu wörtlich verschiedene in- und ausländische Zeitungen. Kurze Zeit später stellte sich jedoch heraus, dass ihm überwiegend „kleine Leute“ ihre Ersparnisse anvertraut hatten. Die Wiener Börsenkammer setzte eine Kommission ein und erhob nach Abschluss der Prüfung im Dezember 1873 Strafanzeige gegen Adolf Petschek. Seine Bank verfügte nicht über das von ihm ausgewiesene Eigenkapital in Höhe von 2 Millionen Gulden. Die Kommission konnte lediglich einen Kassenbestand von 42.000 Gulden feststellten, der aber auch nicht mehr da war, da Petschek angab, nach der Insolvenzeröffnung damit noch offene Handwerkerrechnung beglichen zu haben.
Darüber hinaus ergaben die Ermittlungen, dass bei der Bank gar kein Effektenkonto existierte und überhaupt keine Buchhaltung führte. Gemäß dem Kommissionsbericht führte Petschek Gläubiger hinters Licht, indem er unter anderem Wertpapiere von Immobilien in Ungarn verkaufte, die es nicht gab. Wörtlich wurde er als „Placht des Großkapitals“ bezeichnet. Die Ermittler waren davon überzeugt, dass Adolf Petschek noch über ein hohes Privatvermögen verfügte, was jedoch zu damaliger Zeit nicht nachgewiesen werden konnte. Tatsächlich hatte er nach dem Zusammenbruch noch eine bedeutende Anzahl von Effekten angekauft und teure Wertsachen erworben, darunter Teppiche für mehrere Tausend Gulden.
Schließlich ging es noch um den Tatbestand der Steuerhinterziehung, woraufhin er Selbstanzeige erstattete, um nicht bestraft zu werden. Das Verfahren musste jedoch im April 1874 eingestellt werden, da zu dieser Zeit fundamentale Rechtsgrundlagen für den Wertpapierhandel fehlten. Erst das am 4. April 1875 in Österreich-Ungarn erlassene „Börse-Gesetz betreffend die Handelsmäkler und Sensale“ und die „Ministerial-Verordnung für die Börsen in Wien, Triest und Prag“ vom 19. April 1875 schufen eine Rechtsnorm.
In der Folgezeit betätigte sich Adolf Petschek nicht mehr im Börsengeschäft und lebte als Privatier. Die Söhne Isidor und Max wanderten nach Nordamerika aus. Sein Bruder Moses Petschek, der über ihn ebenfalls Aktien erworben hatte, gab seinen Söhnen mit auf den Weg, dass man „im Geschäftsleben nicht einmal dem eigenen Bruder trauen dürfe“. Im Jahr 1875 erwarb Adolf Petschek ein 6200 m² großes Anwesen in Matzleinsdorf. Zudem besaß er seit 1872 ein Stadthaus in der Börsegasse 12, welches er bis zu seinem Tod als Eigentümer bewohnte.
Am 30. März 1885 verstarb im Alter von 47 Jahren seine Ehefrau, Julie Petschek, an Diabetes. Kurz danach ging er eine zweite Ehe ein und heiratete die aus Jaroslau (Galizien) stammende Sabine Blume. Adolf Petschek verstarb im 72. Lebensjahr nach einem langen Leiden. Sein Grab befindet sich auf dem Wiener Zentralfriedhof (Gruppe 5b, Reihe 14, Grabnummer 23).